# Григоревский, Роман
Роман Григоревский (11 июня 1997, Нарва, Эстония) — российский футболист, нападающий.

## Биография
Родился 11 июня 1997 года в эстонском городе Нарва. Воспитанник футбольного клуба «Силламяэ Калев». Взрослую карьеру начал в неполные 15 лет в фарм-клубе «Калева» в эстонской второй лиге. В 2013 году перешёл в «Левадию», играл за её второй состав в Эсилиге. В 2015 году играл на правах аренды в командах «Ярве» и «Кивиыли». В марте 2016 года подписал контракт с «Силламяэ Калев», за основной состав которого дебютировал 10 сентября 2016 года в матче 28 тура чемпионат Эстонии против «Инфонета», выйдя на замену на 86-й минуте вместо Максима Липина. В высшей лиге играл в 2016—2018 годах за «Калев» Силламяэ и «Нарва-Транс», провёл 51 матч и забил 5 голов. Летом 2018 года перешёл в «Легион», с которым побеждал в третьем (2018) и втором (2019) дивизионах. Затем продолжал играть за команды низших лиг.
Помимо большого футбола, играл в высшей лиге Эстонии по мини-футболу.